# Matrimonio igualitario en el Reino Unido

Reconocimiento de las uniones entre personas del mismo sexo en Isla de Man (A), Guernsey (B), Jersey (C), Reino Unido (1), Gibraltar (2), Acrotiri y Dhekelia (3), Bermudas (4), Islas Turcas y Caicos (5), Islas Vírgenes Británicas (6), Anguila (7), Islas Caimán (8), Montserrat (9), Islas Pitcairn (10), Santa Elena, Ascensión y Tristán de Acuña (11), Territorio Británico del Océano Índico (12), Islas Falkland (Malvinas) (13), Islas Georgias del Sur y Sandwich del Sur (14), Territorio Antártico Británico (15)

El matrimonio igualitario en el Reino Unido es legal desde el 29 de marzo de 2014, a partir de la ley que Isabel II del Reino Unido promulgó a nivel nacional el 17 de julio de 2013.
En la actualidad la legislación del Reino Unido es una de las más liberales con la homosexualidad en el mundo, pero los homosexuales británicos han tenido que recorrer un largo camino de reivindicación y lucha para que fuera así. En Inglaterra y Gales no se suprimieron sus leyes de sodomía hasta 1967, en Escocia en 1979 y en Irlanda del Norte no fue hasta 1982. Igualaron la edad de consentimiento sexual de los homosexuales en 1998 tras una condena del Tribunal Europeo de Derechos Humanos, y no eliminaron las últimas discriminaciones del código penal hasta la reforma del 2003.
El 18 de noviembre de 2004 se aprobó la ley de unión civil que permitía la legalización de las parejas homosexuales, aplicable en todo el territorio del Reino Unido. Aunque la ley no llama a estas uniones matrimonio concede todos los derechos y beneficios matrimoniales a los contrayentes, como deducciones de impuestos, seguro social, pensiones y derechos de herencia, incluido el derecho de adopción, que también pueden ejercer las personas solteras.
La primera unión se produjo el 5 de diciembre del año 2005 entre Matthew Roche y Christopher Cramp en el hospital St. Barnabas de Worthing, West Sussex. En este caso se hizo una excepción en la espera de 15 días por padecer uno de los contrayentes una enfermedad terminal, que le causaría la muerte al día siguiente. Las primeras uniones civiles celebradas en el periodo preceptivo tras la entrada en vigor tuvieron lugar el día 19 de diciembre en Irlanda del norte, el 20 en Escocia y al día siguiente en Inglaterra y Gales.
En el primer mes de aplicación de la ley se produjeron dos mil uniones entre las que destacó la del músico Elton John. La primera demanda de divorcio se presentó en junio del 2008 y fue protagonizada por la pareja formada por el actor Matt Lucas y Kevin McGee.
El 4 de febrero de 2014 el Parlamento escocés aprobó su ley de matrimonio entre personas del mismo sexo, esperando que entre en vigor en 2014.
El 13 de enero de 2020 fueron reconocidos todos los matrimonios homosexuales en Irlanda del Norte, a través de una enmienda enviada al Parlamento de Westminster en Londres.

## Escocia
El 17 de marzo de 2011 la Comisión para la Igualdad y los Derechos Humanos de Gran Bretaña hizo público un informe en el que recomendaba al gobierno de Escocia la total equiparación del matrimonio para las parejas del mismo sexo.
Para el mes de abril, como parte de su campaña, el Partido Nacional Escocés y los Laboristas, prometieron de forma explícita estudiar el acceso al matrimonio para las parejas homosexuales; mientras que el Partido Verde Escocés y el Partido Liberal Demócrata se comprometieron a introducir tanto el matrimonio para parejas del mismo sexo como las uniones civiles para las heterosexuales.
En las elecciones al parlamento escocés de 2011 el partido Partido Nacional Escocés obtuvo mayoría absoluta, y cumplió con su promesa electoral iniciando un proceso de consulta popular sobre la posibilidad de permitir el matrimonio entre personas del mismo sexo en el país, el 3 de septiembre de 2011.
El 4 de febrero de 2014 el parlamento escocés, en tercera y última lectura, aprobó con 105 votos a favor contra 18 la ley de matrimonio homosexual y unión civil.

## Irlanda del Norte
Irlanda del Norte fue le último país constitutivo del Reino Unido en aprobar el matrimonio igualitario. Desde el año 2012 se iniciaron intensos debates dentro de la sociedad norirlandesa para aprobar esta figura legal, sin embargo, las iniciativas enviadas a la Asamblea de Irlanda del Norte fueron rechazadas en varias oportunidades. El 1 de mayo de 2013, dicha Asamblea votó en contra de la aprobación del matrimonio entre personas del mismo sexo. Finalmente el matrimonio homosexual fue aprobado el 21 de octubre de 2019 a través de una enmienda presentada al Parlamento de Westminster, reconociendo todo matrimonio realizado fuera de Irlanda del Norte a partir del 13 de enero de 2020, día en el que también se habilitaron las citas para realizar ceremonias de bodas homosexuales en el país, las cuales podrán ser realizadas a partir del 10 de febrero del mismo año.

## Reconocimiento religioso
La Iglesia episcopal escocesa aprobó en su sínodo de junio de 2017 la celebración de matrimonios homosexuales dentro de su comunidad, convirtiéndose así en la primera iglesia británica de tradición anglicana en celebrar bodas a parejas del mismo sexo. Asimismo, algunas comunidades judías reformadas brtiánicas celebran bodas a parejas homosexuales judías a partir de 2012.

## Territorios dependientes del Reino Unido
Además de los cuatro países constituyentes del Reino Unido (Inglaterra, Gales, Escocia e Irlanda del Norte), se encuentran bajo la soberanía británica las tres dependencias de la corona y los 14 territorios británicos de ultramar. Cada uno es independiente en la mayoría de cuestiones internas, entre ellas, la legislación sobre el matrimonio.
Es legal el matrimonio entre personas del mismo sexo en las tres dependencias de la corona (Guernsey, Isla de Man y Jersey). La Bailía de Guernsey está compuesta por tres islas principales (Guernsey, Alderney y Sark). Estos dos últimos territorios han adquirido competencias propias, como su propia ley de matrimonio; por lo que la ley de Guernsey no aplica directamente. Tanto Alderney como Sark han aprobado posteriormente leyes específicas, legalizando así el matrimonio en todas las islas.
De los 14 territorios británicos de ultramar, 4 (Acrotiri y Dhekelia, las Islas Georgias del Sur y Sandwich del Sur, el Territorio Antártico Británico y el Territorio Británico en el Océano Índico) están despoblados o solo poseen población militar o científica por lo que una ley de este tipo no sería necesaria. Aun así, es legal de jure el matrimonio entre personas del mismo sexo en todos ellos.
De los restantes 10, cuatro (Gibraltar, las Islas Malvinas, las Islas Pitcairn y Santa Elena, Ascensión y Tristán de Acuña) han legalizado el matrimonio igualitario después de modificar su ley en este aspecto para equipararla con la de Inglaterra y Gales.
Las respectivas cortes de Bermudas y las Islas Caimán han fallado a favor del matrimonio igualitario, legalizándolo en el momento del fallo. Sin embargo, el gobierno de las Islas Caimán interpuso una apelación en la Corte unos días después de la legalización, en abril de 2019. Por lo que la celebración de matrimonios queda paralizada hasta que una nueva resolución, prevista para agosto de 2019, se produzca.
En otros dos territorios (Anguila y las Islas Vírgenes Británicas) no existe el matrimonio entre personas del mismo sexo.
En los dos territorios de ultramar restantes (las Islas Turcas y Caicos y Montserrat), el matrimonio igualitario está prohibido por sus respectivas constituciones.
Entre paréntesis se indica la fecha de entrada en vigor de la ley de matrimonio en las distintas dependencias y territorios:
| - Bailía de Guernsey: - Alderney (14 de junio de 2018) - Guernsey (2 de mayo de 2017) - Sark (23 de abril de 2020) - Isla de Man (22 de julio de 2016) - Jersey (1 de julio de 2018) - Akrotiri y Dekelia (3 de junio de 2014) - Anguila (no es legal) - Bermudas (23 de noviembre de 2018) - Gibraltar (15 de diciembre de 2016) - Islas Caimán (esperando resolución de la Corte) | - Islas Georgias del Sur y Sandwich del Sur (3 de junio de 2014) - Islas Malvinas (29 de abril de 2017) - Islas Pitcairn (14 de mayo de 2015) - Islas Turcas y Caicos (no es legal) - Islas Vírgenes Británicas (no es legal) - Montserrat (no es legal) - Santa Elena, Ascensión y Tristán de Acuña: - Santa Elena (20 de diciembre de 2017) - Isla Ascensión (1 de enero de 2017) - Tristán de Acuña (4 de agosto de 2017) - Territorio Antártico Británico (13 de octubre de 2016) - Territorio Británico del Océano Índico (3 de junio de 2014) |